# معزز ارسوی
مُعزِز اَرسوی (به ترکی استانبولی: Muazzez Ersoy) از خوانندگان محبوب ترکیه است.

## زندگی
او به همراه عزت یلدیزهان برنامه‌ای ویژه در تلویزیون ترکیه دارند.
معزز ارسوی در ۱۹ اگوست ۱۹۵۸ در محله قاسم پاشا در شهر استانبول متولد شد. وی از کودکی با تشویق مادرش به موسیقی علاقه‌مند شد.پدرش تاجر بود و در سن ۱۷سالگی ازدواج نمود. و پس از سال‌ها تلاش توانست با اولین آلبوم خود به نام Muazzez Ersoy هنر خود را در موسیقی ارائه دهد. او پس از به دنیا آمدن اولین فرزندش از همسرش جدا شد.
سپس در یک کمپانی لوازم آرایشی مشغول به کار شد و همزمان به فراگیری موسیقی و فنون خوانندگی پرداخت.

## موسیقی
معزز ارسوی از مشهورترین خوانندگان صاحب سبک در ترکیه‌است. وی در ترکیه بمناسبت آلبوم‌های دوازده گانه مشهور خود بنام نوستالژی NOSTALJI به لقب NOSTALJI KRALICESI یعنی ملکه نوستالژی مشهور است.
صدای منحصر بفرد، ملودی‌های خاص، و اشعار زیبای ترانه‌هایش او را شایسته این لقب کرده‌است.
نام آخرین آلبوم وی NANKOR است که سال گذشته منتشر شد. آهنگ‌ها و ترانه‌هایش بالغ بر ۳۰۰ ترانه‌است. مشهورترین آهنگ معزز، ترانه CAN BEDENDEN است که از آهنگ باریش مانجو با همین نام بازخوانی کرده و به اعتراف اکثر شنوندگان، حتی از اصل آن نیز بهتر و زیباتر خوانده‌است.

## برنامه‌های تلویزیونی
از سال ۲۰۰۵ برنامه‌ای تلویزیونی با عنوان IKISI BIR ARADA را با عزت یلدزهان IZZET YILDIZHAN در تلویزیون ترکیه اجرا می‌کرد که تا سال گذشته ادامه داشت.
وی همچنین از سال ۲۰۰۲ به عنوان سفیر صلح و دوستی یونسکو برگزیده شد و فعالیت‌های بین‌المللی بشردوستانه اش را با همکاری یونسکو در افغانستان و برخی کشورهای آفریقائی ادامه می‌دهد.

## آلبوم‌های استودیویی
| سال  | آلبوم                  | فروش      | ناشر         | منبع  |
| ---- | ---------------------- | --------- | ------------ | ----- |
| ۱۹۹۱ | Seven Olmaz Ki         | ۴۰۰٬۰۰۰   | Elenor Plak  | [ ۱ ] |
| ۱۹۹۲ | Her Şeyim Sensin       | ۶۰۰٬۰۰۰   | Elenor Plak  | [ ۱ ] |
| ۱۹۹۳ | Sizi Seviyorum         | ۵۰۰٬۰۰۰   | Raks Müzik   | [ ۱ ] |
| ۱۹۹۴ | Sensizlik Bu           | ۵۰۰٬۰۰۰   | Levent Müzik | [ ۱ ] |
| ۱۹۹۴ | Seninle Olmak          | ۷۵۰٬۰۰۰   | Levent Müzik |       |
| ۱۹۹۵ | Nostalji               | ۱٬۲۰۰٬۰۰۰ | Levent Müzik | [ ۱ ] |
| ۱۹۹۶ | Nostalji ۲             | ۱٬۷۰۰٬۰۰۰ | Levent Müzik | [ ۱ ] |
| ۱۹۹۷ | Nostalji ۳             | ۱٬۱۰۰٬۰۰۰ | Levent Müzik | [ ۱ ] |
| ۱۹۹۸ | Nostalji ۴-۵-۶         | ۳٬۵۰۰٬۰۰۰ | Levent Müzik | [ ۱ ] |
| ۱۹۹۹ | Nostalji ۷-۸-۹         | ۲٬۰۰۰٬۰۰۰ | Levent Müzik | [ ۱ ] |
| ۲۰۰۰ | Nostalji ۱۰-۱۱-۱۲      | ۱٬۰۰۰٬۰۰۰ | Levent Müzik | [ ۲ ] |
| ۲۰۰۲ | Senin İçin             | ۳۰۰٬۰۰۰   | DMC          | [ ۳ ] |
| ۲۰۰۴ | Seni Seviyorum         | ۲۱۰٬۰۰۰   | Avrupa Müzik | [ ۴ ] |
| ۲۰۰۶ | Nankör                 | ۷۰٬۰۰۰    | Avrupa Müzik | [ ۵ ] |
| ۲۰۰۷ | Kraliçeden Nostaljiler | ۲۰٬۰۰۰    | Öncü Müzik   |       |
| ۲۰۱۰ | Mozaik                 | ۶۷٬۰۰۰    | Öncü Müzik   |       |
| ۲۰۱۳ | Şarkılarla Gel         | ۱۱۵٬۰۰۰   | DMC          |       |
| ۲۰۱۶ | 90'dan Pop             | ۲٬۰۰۶٬۱۷۸ | DMC          |       |